# Benjamin Graham
Benjamin Graham (Londres, 8 de Maio de 1894 - 21 de Setembro de 1976) foi um influente economista inglês.

## Biografia
Graham é considerado o precursor da estratégia buy and hold de investimentos em ações, adotada por seu seguidor bilionário Warren Buffett.
O foco desta estratégia é comprar ações de empresas sólidas e com ótimas perspectivas de geração de caixa e mantê-las no portfólio de investimentos por um longo período, objetivando, desta forma, a maximização dos lucros, eliminando custos excessivos de transações e imposto de renda. Por isso o nome buy and hold, ou seja, "compre e segure" (tradução literal).
Os discípulos conhecidos de Graham incluem Jean-Marie Eveillard, Warren Buffett, William J. Ruane, Irving Kahn, Walter J. Schloss, entre outros.
Graham, que era de ascendência judia, e cujo sobrenome original era Grossbaum, nasceu em Londres e mudou-se para Nova Iorque com sua família quando tinha um ano de idade.
Seus pais mudaram o nome de família durante a Primeira Guerra Mundial, quando os alemães colocaram diversos nomes sob suspeita.
Após a morte de seu pai e de experimentar a humilhação da pobreza, transformou-se em um bom estudante, graduando-se na Universidade de Columbia aos 20 anos. Recebeu um convite para trabalhar como instrutor de inglês, matemática e filosofia, mas escolheu um trabalho em Wall Street, iniciando a parceria Graham-Newman.

## Legado
Suas contribuições abrangeram vários campos, um dos quais foi o investimento em valor fundamental.
Graham é considerado o "pai do investimento em valor" e seus dois livros, Security Analysis e The Intelligent Investor, definiram sua filosofia de investimento, especialmente o que significa ser um investidor de valor. Indiscutivelmente, seu aluno mais famoso foi Warren Buffett, que é consistentemente classificado entre as pessoas mais ricas do mundo. De acordo com Buffett, Graham costumava dizer que desejava todos os dias fazer algo tolo, algo criativo e algo generoso. E Buffett observou que Graham se destacou mais no final.
Embora muitos investidores de valor tenham sido influenciados por Graham, seus discípulos de investimento mais notáveis incluem Charles Brandes, bem como William J. Ruane, Bert Olden, Irving Kahn e Walter J. Schloss. Além disso, os pensamentos de Graham sobre investir influenciaram Seth Klarman e Bill Ackman. Embora alguns dos conceitos de investimento de Graham sejam agora considerados superados ou desatualizados, muitos outros ainda são reconhecidos como importantes e Análise de Segurança ou O Investidor Inteligente são leituras obrigatórias para novos contratados em muitas empresas de investimento em todo o mundo.
Ao lado de seu trabalho em finanças de investimento, Graham também fez contribuições para a teoria econômica. Mais notavelmente, ele criou uma nova base para a moeda americana e global como uma alternativa ao padrão-ouro. Graham considerava essa teoria da moeda como seu trabalho profissional mais importante; foi amplamente ignorado em sua vida, mas ganhou séria atenção décadas após sua morte após a crise financeira de 2007-2008.
Seu livro, Security Analysis, com David Dodd, foi publicado em 1934 e considerado a bíblia dos investidores desde então.

## Obra
- Security Analysis, (ed.1934,1940,1951 e1962 )
- The Intelligent Investor
- Storage and Stability: A Modern Ever-normal Granary (1937 )
- The Interpretation of Financial Statements
- World Commodities and World Currency
- Benjamin Graham, the memoirs of the dean of Wall Street1996.

### Papers
- ——— (1917). «Some Calculus Suggestions by a Student». The American Mathematical Monthly. 24 (6): 265–271. doi:10.2307/2973181
- ——— (1943). «The Critique of Commodity-Reserve Currency: A Point-by-Point Reply». The Journal of Political Economy. 51 (1): 66–69. doi:10.2307/1826594
- ——— (1946). «The Undistributed Profits Tax and The Investor». The Yale Law Journal. 46 (1): 1–18. doi:10.2307/791630
- ——— (1947). «Money as Pure Commodity». American Economic Review. 37 (2): 304–307. doi:10.2307/1821137
- ——— (1947). «National Productivity: Its Relationship to Unemployment-in-Prosperity». American Economic Review. 37 (2): 384–396. doi:10.2307/1821149
- ——— (1962). «Some Investment Aspects of Accumulation Through Equities». The Journal of Finance. 17 (2): 203–214. doi:10.2307/2977419
- ——— (1962). «The Commodity-Reserve Currency Proposal Reconsidered». In:  Yeager, Leland B. (ed.). In Search of Monetary Constitution. Cambridge, MA: Harvard University Press. pp. 184–214

### Livros sobre
- Au, Thomas P. (2004). A Modern Approach to Graham and Dodd Investing. Hoboken, NJ: Thomas Wiley. ISBN 0471584150